# 테디 하트
테디 하트(Teddy Hart, 1980년 2월 2일 ~ )는 캐나다의 남자 프로레슬링 선수다. 키는 186cm(6ft 1in) 몸무게는 95kg(209lb)이다. 1995년 프로레슬링 입문으로 밝혀진다.

## 수상
- 내추럴 월드 헤비웨이트 챔피언 (1회)
- 내추럴 월드 헤비웨이트 챔피언 토너먼트 (2004)
- JAPW 월드 헤비웨이트 챔피언 (1회)
- JAPW 월드 라이트 헤비웨이트 챔피언 (1회)
- JAPW 월드 태그팀웨이트 챔피언 (2회) - 잭 에반스 (1회), 하머사이드 (1회)
- MLW 월드 미드라이트웨이트 챔피언 (1회)
- MLW 레슬러 오브 더 이열
- NWA 월드 노스 아메리칸 태그팀웨이트 챔피언 (1회) - 빅 대디 냠 냠
- NWA 월드 그랜드 워리어웨이트 챔피언 (1회)
- PWA 월드 크루저웨이트 챔피언 (1회)
- PWI 랭크드 힘 #197 오브 더 탑 500 싱글즈 레슬링 인 더 PWI 500 인 2009
- RCW 월드 태그팀웨이트 챔피언 (1회) - 피트 윌슨, 카토
- 월드 스탬피드 인터내셔널 태그팀웨이트 챔피언 (1회) - 브루스 하트
- OPW 월드 탑 크라운웨이트 챔피언 (1회)
- OPW 월드 탑 크라운웨이트 챔피언 토너먼트 (2007)
- 인컨시스턴틀리
- 위드 더 하트 패밀리

## 같이 보기
- 하트 가문